# Sur-les-Bois (bier)
Sur-les-Bois is een Belgisch bier van hoge gisting. Het bier wordt gebrouwen in Brasserie La Botteresse de Sur-les-Bois te Saint-Georges-sur-Meuse.
De bieren worden gebrouwen voor de stichting Saint-Georges, Village des Plaisirs de la Bouche, die tot doel heeft de buurtschap Sur-les-Bois een nieuwe impuls te geven door activiteiten rondom het thema streekproducten te promoten.

## Varianten
- Sur-les-Bois Blonde, blond bier met een alcoholpercentage van 7%
- Sur-les-Bois Ambrée, amber bier met een alcoholpercentage van 8%
- Sur-les-Bois Brune, bruin bier met een alcoholpercentage van 9%